# IZM (acteur)
Pour les articles homonymes, voir IZM.
Ismaël Sy Savané, dit IZM, est un rappeur, scénariste, acteur et metteur en scène français, né en 1971.
Il est, avec son ami Alexis Dolivet et le cousin de celui-ci Boris « El Diablo », cocréateur de la série d'animation Les Lascars. Il joue le rôle du père de JoeyStarr dans la série télévisée Le Monde de demain.

## Biographie
Ismaël, fils unique, est né en 1971 d’une mère normande secrétaire et d’un père guinéo-malien mécanographe. Il est l'aîné de six demi-frères et sœurs. Il explique avoir été victime du racisme dès la maternelle ; « la maîtresse me faisait me sentir sale », explique-t-il. Il s'oriente par la suite vers un Bac D scientifique.
À 12 ans, il fait la rencontre d'Alexis Dolivet et son cousin Boris « ElDiablo », et tous les trois créent la série d'animation Les Lascars en 1998,, diffusée sur Canal+ jusqu'en 2007, puis adapté sur grand écran en 2010 et en série télévisée jouée par des acteursen 2012. Il délaisse la fac scientifique d'Orsay pour enchaîner les aller-retours entre Paris et les États-Unis. « En tant que métis, en Afrique t’es blanc, en France t’es noir, alors que là-bas, j’étais dans le truc, le hip-hop, j’habitais Harlem… Je n’avais pas l’impression d’être un extraterrestre. » En 2014, la deuxième saison de la série est annoncée.
À la période de « l'âge d'or du rap français », IZM se lance dans la musique et devient membre du groupe Mama Intellect, de La Cliqua, et du collectif Time Bomb. Il participe également au clip Heal Yourself de BDP (1991) avec les rappeurs et groupes américains KRS One, Big Daddy Kane et Run-DMC.
À partir de 2016, il met également en scène des spectacles de stand-up d'artistes du Jamel Comedy Club.

## Discographie
- 2001 : IZM (avec Eric McFadden)
- 2009 : Petit Bonhomme vert (avec Vincent Cassel) - bande originale du film Lascars

## Filmographie

### Scénariste
- 2007 : Lascars (série télévisée d'animation)
- 2009 : Lascars (film d'animation) d'Albert Pereira-Lazaro et Emmanuel Klotz
- 2012 : De l'autre côté du périph de David Charhon (adaptation et dialogues)
- 2012 : Lascars (série télévisée)
- 2013 : L'Agence (web-série)[4]
- 2014 : Goal of the Dead de Benjamin Rocher et Thierry Poiraud
- 2021 : Le Dernier Mercenaire de David Charhon

### Acteur

#### Longs métrages
- 2009 : Lascars (animation) d'Albert Pereira-Lazaro et Emmanuel Klotz : José Frelate
- 2011 : Au bistro du coin de Charles Nemes : un flic
- 2012 : Les Kaïra de Franck Gastambide : Ismaël
- 2016 : Pattaya de Franck Gastambide : jeune de quartier
- 2016 : Frank et Lola de Matthew Ross (en) : chauffeur de Claire
- 2016 : Bastille Day de James Watkins : Serge
- 2017 : Night Job de J. Antonio : serrurier
- 2021 : Le Dernier Mercenaire de David Charhon : Jéroboam
- 2021 : Chère Léa de Jérôme Bonnell : le gardien
- 2023 : Iris et les Hommes de Caroline Vignal : Aladin
- 2023 : Voleuses de Mélanie Laurent
- 2025 : Mercato de Tristan Séguéla : Demba
- 2025 : Le Répondeur de Fabienne Godet : Vincent

#### Courts métrages
- 2007 : Sunday Morning Aspirin d'El Diablo : le voisin
- 2009 : Logorama (animation) de François Alaux, Hervé de Crécy et Ludovic Houplain : Michelin Miguel, Géant Vert
- 2009 : De bon matin de Xavier Mauranne : le dread
- 2016 : Jules d'Ingrid Lanzenberg

#### Télévision
- 2008 : Zimlo le daron du rap (mini-série) de Tragha
- 2010 : La France débat (mini-série) de Tragha
- 2017 : En mode # (mini-série) d'Hicham Tragha : Starko
- 2019 : Quand # (série) d'Hicham Tragha : David (épisode 3)
- 2022 : Le Monde de demain (série) de Katell Quillévéré, Hélier Cisterne et David Elkaïm : Jean, père de Didier/JoeyStarr
- 2023 : Alphonse (série) de Nicolas Bedos : Daniel (épisode 1)
- 2023 : La Malédiction du lys (téléfilm) de Philippe Niang : Luc Payet
- 2024 : Tropiques criminels (série) : Albert Malay (saison 5 - épisode 5)

### Bande originale
- 2007 : Il va pleuvoir sur Conakry de Cheick Fantamady Camara
- 2009 : Cuccarazza (court-métrage) d'IZM

### Réalisation
- 2009 : Cuccarazza, de la série de 10 courts métrages contre le racisme Vivre Ensemble

## Spectacles

### Mise en scène
- À partir de 2016 : Jamel Comedy Club, la Troupe
- À partir de 2020 : Inès Reg - Hors Normes
- À partir de 2022 : Djimo à 100 %

### Écriture
- 2023 : Gala de Papel avec Alban Ivanov et Djimo, Montreux